# Stenocercus humeralis
Stenocercus humeralis är en ödleart som beskrevs av  Günther 1859. Stenocercus humeralis ingår i släktet Stenocercus och familjen Tropiduridae. Inga underarter finns listade i Catalogue of Life.